# شهرستان لینگچنگ
شهرستان لینگچنگ (به لاتین: Lingcheng District) یک منطقهٔ مسکونی در چین است که در دژو (شاندونگ) واقع شده‌است.